# Sanctuary, Texas
Sanctuary là một thị trấn thuộc quận Parker, tiểu bang Texas, Hoa Kỳ. Năm 2010, dân số của thị trấn này là 329 người.

## Dân số
- Dân số năm 2000: 256 người.
- Dân số năm 2010: 329 người.